# San Isidro (metropolitana di Panama)
| Unknown route-map component "uhKHSTa" |

| Unknown route-map component "uhHST" |

| Unknown route-map component "uhHST" |

| Unknown route-map component "uhHST" |

| Unknown route-map component "uhINT" |

| Unknown route-map component "uhHST" |

| Unknown route-map component "uhHST" + Unknown route-map component "PORTALf" |

| Unknown route-map component "utHSTACC" |

| Unknown route-map component "utHSTACC" |

| Unknown route-map component "utHSTACC" |

| Unknown route-map component "utHSTACC" |

| Unknown route-map component "utHSTACC" |

| Unknown route-map component "utHSTACC" |

| Unknown route-map component "utHSTACC" |

| Unknown route-map component "utHSTACC" |

| Unknown route-map component "uKINTACCe" |

San Isidro è una stazione della Metropolitana di Panama sulla linea 1 (metropolitana di Panama). È stata aperta il 15 agosto 2015 come capolinea settentrionale di un'estensione della linea 1 da Los Andes. È una stazione sopraelevata.
La stazione di San Isidro si trova nel distretto di San Miguelito, sopra l'autostrada 3, nel quartiere di San Isidro.